# Pennisetum
Pennisetum, también llamadas sericura (del latín penna pluma y seta cerda) o simplemente penisetos, es un género exiguo de plantas herbáceas perennes con algún miembro anual, de la familia de las Poáceas. Se encuentran en todas las regiones templadas de ambos hemisferios. 
En España la especie Pennisetum setaceum está considerada Planta invasora con gran peligro potencial. Ha invadido con éxito diferentes tipos de hábitats, desde los tropicales o subtropicales, hasta los más áridos y semiáridos, desplazando a la flora autóctona, por lo que es considerada como una especie invasora muy peligrosa.    Como uso jardinero se usa por su color de inflorescencia rojiza sobre la planta verdosa, en zonas amplias donde se desarrolla adecuadamente y en posiciones cercas del agua, como estanques o lagos.
Además se usa como ataja dunas, cubresuelos, o apiladas en jardineras como uso ornamental. 
Actualmente se encuentra descrita en diversos lugares del mundo, como Hawái y Arizona (Estados Unidos), México, Sudáfrica y Australia (Salinas, M.J.; López-Escoriza, A.; Cabello, J., 2011), donde está ocasionando graves problemas.
En España se introdujo en las islas Canarias en los años 40, y su dispersión ha sido muy considerable, representando una gran amenaza para los ecosistemas canarios. Actualmente se encuentra en algunas localidades de la costa mediterránea (Almería, Granada y Málaga) y también en la costa atlántica (Cádiz).

## Bioadaptación y distribución
Potencialmente es muy problemática por su competitividad, adaptación a diferentes condiciones ambientales, gran producción de semillas, fácil dispersión y difícil control.
Es muy resistente al fuego, el cual incluso promueve la regeneración y rejuvenecimiento de las poblaciones. Se ha detectado un incremento de la intensidad y la frecuencia del fuego en aquellas zonas donde existen grandes poblaciones.
En la Península ha sido introducida como ornamental, pudiendo encontrarse en algunos viveros. Puede verse en rotondas, jardines y paseos marítimos de la costa mediterránea. Habita en playas y sus proximidades, cunetas de carreteras y caminos, expandiéndose muy fácilmente a lo largo de las carreteras y en los espacios con vegetación alterada como consecuencia de actividades de urbanización.
Por sus características esta especie puede llegar a ser un grave problema en olivar, viñedos, cultivos leñosos en general, dehesas y pastizales.  Su fácil adaptación lo hace muy competitivo por recurso hídrico si se considera árboles o arbusteras alrededor.

## Descripción
Entre las 80 especies de que consta el género se encuentran hierbas cespitosas, estoloníferas y postradas, con una amplia diversidad de alturas (entre 15-800 cm) y hojas de anchuras que varían entre 3 y 35 cm, sin nervaduras cruzadas.
Son plantas bisexuales con florecillas hermafroditas. Las inflorescencias forman espiguillas o panículas en las axilas de las hojas rodeadas por pelillos no espinosos.
En este género hay especies consideradas malas yerbas, como P. alopecuroides utilizada para pastos, P. donsonii etc., para forraje P. purpureum, para cultivo de grano P. glaucum o para céspedes y campos de juego.

## Mantenimiento
Requiere muy poco mantenimiento o cuidados, requiere un riego abundante para no afectar especies alrededor de ella, no  resiste mucha frecuencia de corte a ras y sesgado ya que se seca, se debe cortar en forma tubular o redondeada dejando espigas más altas en la corona. 
Puede crecer en suelos franco arenosos, arcillosos y de preferencia limosos.

## Taxonomía
El género fue descrito por Louis Claude Marie Richard y publicado en Synopsis Plantarum 1: 72, en 1805. La especie tipo es: Pennisetum typhoideum Rich.
Pennisetum: nombre genérico que deriva del latín penna = (pluma) y seta = (cerda), en alusión a la inflorescencia.

## Especies

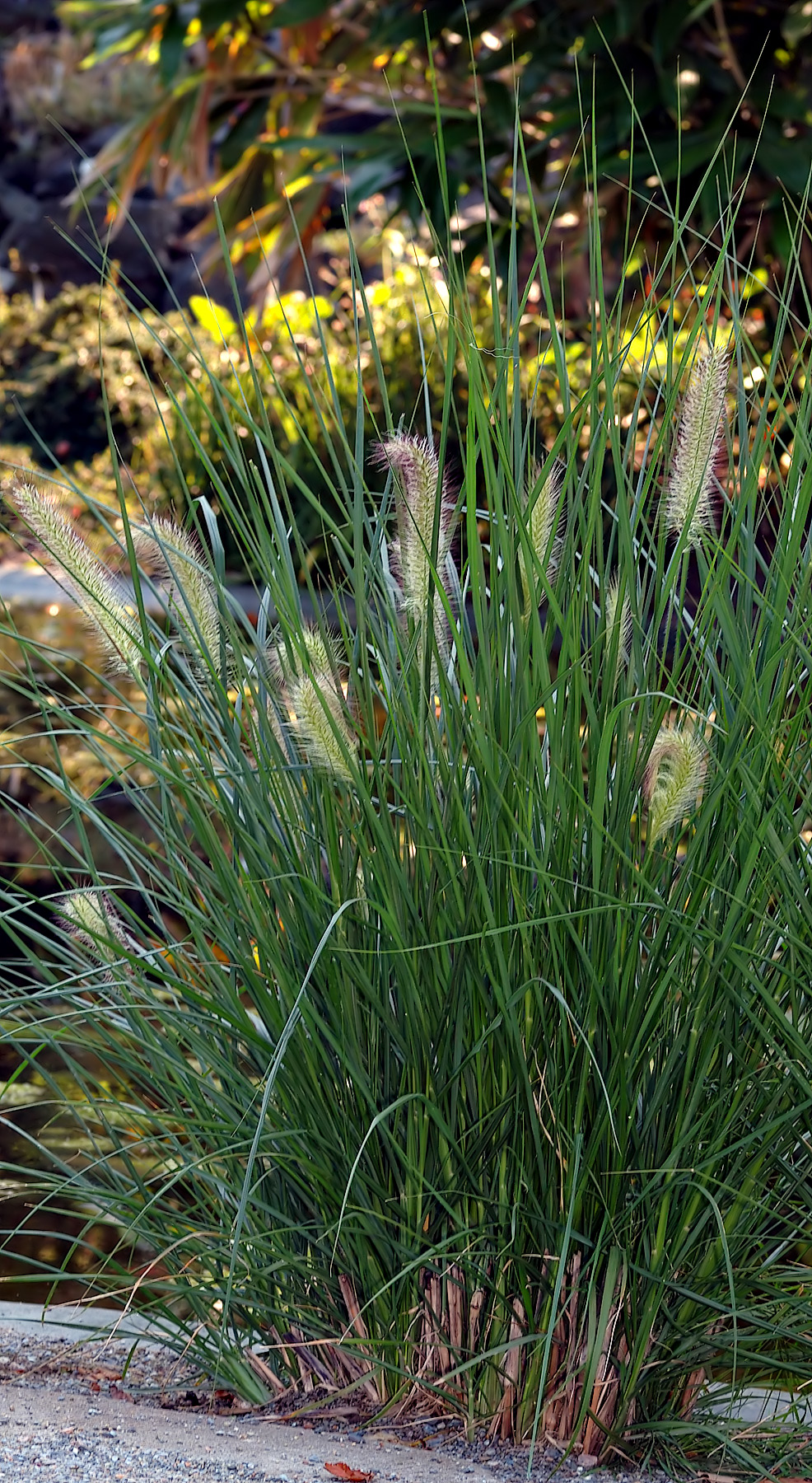
Pennisetum alopecuroides.

- Pennisetum alopecuroides (L.) Spreng.
- Pennisetum chilense (E.Desv.) B.D.Jacks. ex R.E.Fr.
- Pennisetum downsonii Stapf & C.E.Hubb.
- Pennisetum durum Beal
- Pennisetum elegans Hassk.
- Pennisetum massaicum Stapf
- Pennisetum pedicellatum Trin.
- Pennisetum polystachyon (L.) Schult.
- Pennisetum sieberianum (Schlecht.) Stapf & C.E.Hubb.
- Pennisetum trachyphyllum Pilg.
- Pennisetum villosum R.Br. ex Fresen.